# Aleksander Zaleski (oficer)
Aleksander Filip Józef Zaleski herbu Dołęga (ur. 15 kwietnia 1895 w Wiedniu, zm. 11 lutego 1975 w Londynie) – hrabia, kapitan artylerii Wojska Polskiego, ziemianin.

## Życiorys
Aleksander Zaleski urodził się 15 kwietnia 1895 w Wiedniu. Był wnukiem Filipa Zaleskiego oraz synem hrabiego Wacława Zaleskiego z Otoka herbu Dołęga i Heleny hr. Mycielskiej z Mycielina herbu Dołęga. Absolwent Terezjańskiej Akademii Wojskowej. W latach 1914–1917 studiował ekonomię na Uniwersytecie we Fryburgu.  
Brał udział w I wojnie światowej. W C. K. Armii został mianowany porucznikiem w rezerwie artylerii fortecznej z dniem 1 grudnia 1917. W 1918 był przydzielony do batalionu artylerii fortecznej nr 9.
Po odzyskaniu przez Polskę niepodległości został przyjęty do Wojska Polskiego. Jako oficer łącznikowy naczelnego dowództwa Wojska Polskiego przy sztabie marszałka Focha został awansowany na stopień porucznika rezerwy artylerii ze starszeństwem z dniem 1 czerwca 1919 roku. W latach 20. był oficerem rezerwowym 5 Pułk Artylerii Polowej we Lwowie. W 1934 r. jako oficer rezerwy był przydzielony do Oficerskiej Kadry Okręgowej nr VI jako oficer przewidziany do użycia w czasie wojny i pozostawał wówczas w ewidencji Komendy Regionu Uzupełnień Lwów Miasto.
W okresie II Rzeczypospolitej był dyrektorem Ziemskiego Towarzystwa Kredytowego we Lwowie. Był ostatnim właścicielem Ostapia oraz Karolówki i prowadzonych tam specjalistycznych gospodarstw rolnych o łącznej pow. 1900 ha.
Po wybuchu II wojny światowej został aresztowany przez sowietów, wywieziony w głąb ZSRR i osadzony w łagrach. Później był oficerem Polskich Sił Zbrojnych, awansowany na stopień kapitana artylerii.
Po wojnie żył na emigracji w Wielkiej Brytanii. Zmarł 11 lutego 1975 w Londynie.

## Ordery i odznaczenia
- Krzyż Walecznych[2]
- Krzyż Wojskowy Karola – Austro-Węgry[5]
- polskie i zagraniczne odznaczenia[2]